# メーオロ
メーオロ（伊: Meolo）は、イタリア共和国ヴェネト州ヴェネツィア県にある、人口約6,200人の基礎自治体（コムーネ）。

## 地理

### 位置・広がり

#### 隣接コムーネ
隣接するコムーネは以下の通り。括弧内のTVはトレヴィーゾ県所属を示す。
- フォッサルタ・ディ・ピアーヴェ
- モナスティエール・ディ・トレヴィーゾ (TV)
- ムジーレ・ディ・ピアーヴェ
- クアルト・ダルティーノ
- ロンカーデ (TV)

### 気候分類・地震分類
気候分類では、zona E, 2447 GGに分類される。
また、イタリアの地震リスク階級 (it) では、zona 3 (sismicità bassa) に分類される。